# Zebro
O zebro ou zevro é uma espécie de equídeo selvagem, possivelmente da mesma linhagem do cavalo sorraia, que vivia na Península Ibérica até ao século XVI.
Durante a Idade Média era chamado zebro em Portugal, Galiza, Leão e Castela e zebra ou encebra em Aragão.
As crónicas medievais descrevem o zebro como um animal parecido com o asno doméstico, mas mais alto e forte, muito veloz e com mau temperamento, com o pêlo riscado de cinzento e branco no dorso e nas patas.(falta referência)
As crônicas também indicam o zebro como um cavalo selvagem, que pode ser usado em cruzamentos com cavalos sarracenos e não um asno.

## E. hydruntinus= Zebro??
E. hydruntinus é um jumento fóssil, próximo de Equus hemionus (Onagro asiático), não era restrito a Península Ibérica e deixou de existir antes da história escrita, antes dos antigos relatos da existência de encebro ou zebro. Logo não é sinônimo de Zebro.
A classificação correta para zebro seria como um Tarpã (Equus ferus ferus ou Equus cabalus ferus).

## Etnologia
Nos locais onde foi abundante, conservam-se na Península Ibérica vários topónimos relacionados com este animal, como Ribeira do Zebro, Vale de Zebro (este no concelho do Barreiro), Zebreira (Idanha a Nova), Zebral e Zebraínho (ambos na freguesia de Vale da Porca, Macedo de Cavaleiros) em Portugal e Pedrafita do Cebreiro (Lugo, Galiza), Cebrones del Río (Leão, Castela) Valdencebro (Teruel, Aragão), Cebreros (Ávila, Castela), Encebras (Alicante, Valéncia), ou Las Encebras (Murcia) em Espanha.
Quando os navegadores portugueses começaram a explorar o litoral africano e chegaram ao Cabo da Boa Esperança, nos finais do século XV, encontraram uns equídeos riscados parecidos com o zebro, pelo que lhes deram o nome de zebras. "Zebra" é o nome por que são conhecidos hoje em dia estes animais em quase todas as línguas do mundo.